# Dean Edwards (Schauspieler)

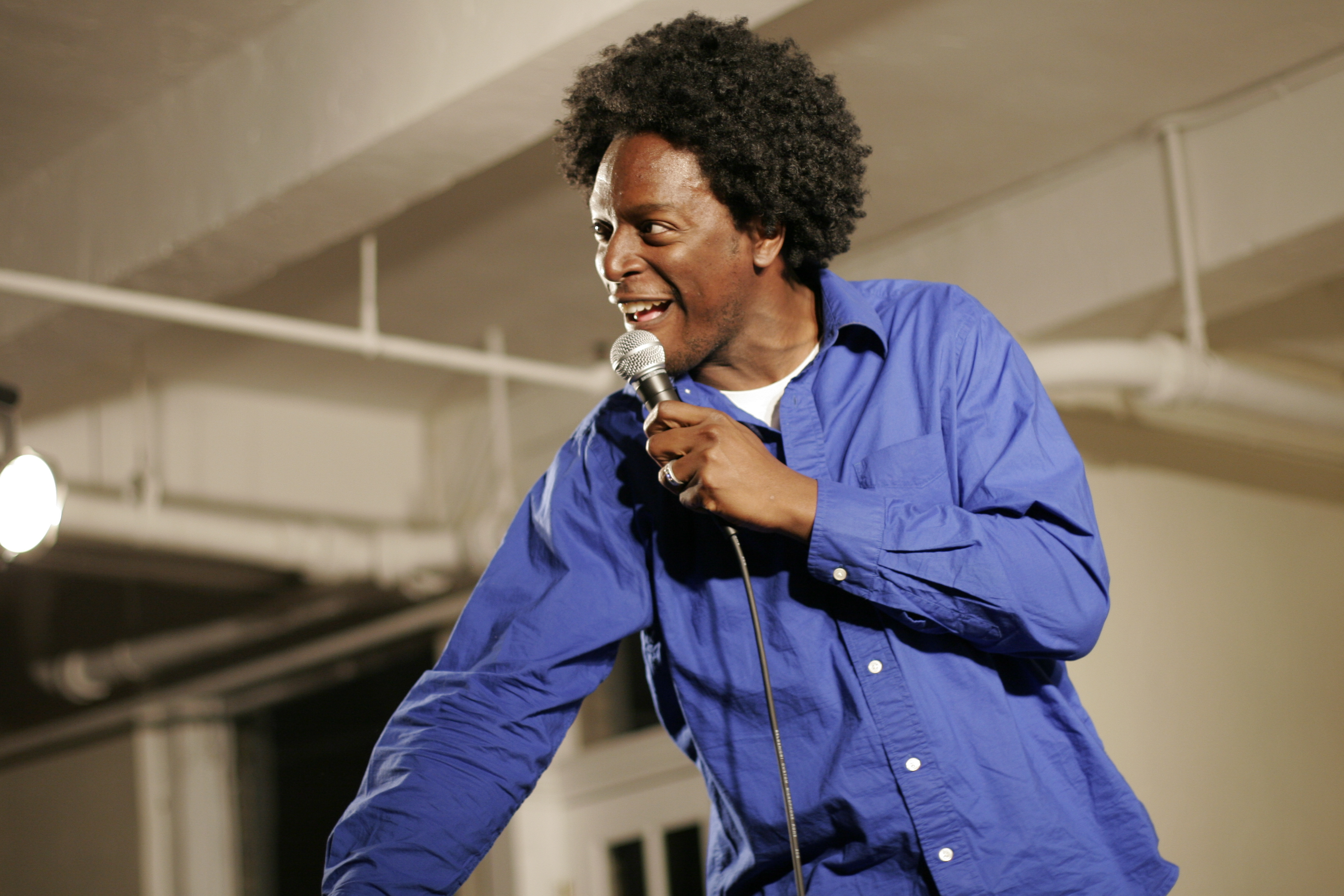
Dean Edwards, 2007

Dean Edwards (* 30. Juli 1970 in Bronx, New York City) ist ein US-amerikanischer Schauspieler, Stand-up Comedian, Synchronsprecher und Musiker.

## Leben
Der in der Bronx geborene Dean Edwards wuchs in verschiedenen New Yorker Stadtteilen auf. Für sechs Jahre diente er in der U.S. Army, wo er sein komödiantisches Talent entdeckte und seine Kameraden durch Comedy-Einlagen unterhielt.
Nach ersten Fernsehauftritten und Sprechrollen wie in der MTV-Show Celebrity Deathmatch wurde er vor allem als Mitglied des Teams von Saturday Night Live in den Jahren 2001 bis 2003 bekannt. Dort verkörperte er unter anderem Don Cheadle, Michael Jackson und Denzel Washington. Es folgten erste Auftritte als Stand-up Comedian und kleinere Rollen in verschiedenen Film- und Fernsehproduktionen.
Als Stimmenimitator trat er unter anderem in der CNN-Show „D. L. Hughley Breaks the News“ als Barack Obama auf.

## Filmografie (Auswahl)
- 1996: Melrose Place (Fernsehserie, 1 Folge)
- 1998: Celebrity Deathmatch (Fernsehserie, 2 Folgen, Sprechrolle)
- 2001–2003: Saturday Night Live (Fernsehsendung, 40 Folgen)
- 2003: Marci X – Uptown Gets Down (Marci X)
- 2004: Die Sopranos (The Sopranos, Fernsehserie, 1 Folge)
- 2004: Tony 'n' Tina's Wedding
- 2006: A New Wave
- 2006: Where My Dogs At? (Fernsehserie, 8 Folgen, Sprechrolle)
- 2007: Universal Remote
- 2007: Spider-Man 3
- 2008: Goyband
- 2010: April's Fools
- 2011: Swap